# Eletti alla Camera dei deputati nelle elezioni politiche italiane del 1948
Questo elenco riporta i nomi dei deputati della I legislatura della Repubblica Italiana dopo le elezioni politiche del 1948:
| Collegio                                      | Lista                          | Eletto                          |
| --------------------------------------------- | ------------------------------ | ------------------------------- |
| Collegio Unico Nazionale                      | Democrazia Cristiana           | Attilio Piccioni                |
| Collegio Unico Nazionale                      | Democrazia Cristiana           | Maria De Unterrichter Jervolino |
| Collegio Unico Nazionale                      | Democrazia Cristiana           | Giuseppe Fuschini               |
| Collegio Unico Nazionale                      | Democrazia Cristiana           | Edoardo Martino                 |
| Collegio Unico Nazionale                      | Fronte Democratico Popolare    | Virgilio Nasi                   |
| Collegio Unico Nazionale                      | Fronte Democratico Popolare    | Rosa Fazio                      |
| Collegio Unico Nazionale                      | Fronte Democratico Popolare    | Antonio Giolitti                |
| Collegio Unico Nazionale                      | Fronte Democratico Popolare    | Silvio Paolucci                 |
| Collegio Unico Nazionale                      | Unità Socialista               | Ivan Matteo Lombardo            |
| Collegio Unico Nazionale                      | Unità Socialista               | Roberto Tremelloni              |
| Collegio Unico Nazionale                      | Unità Socialista               | Alberto Simonini                |
| Collegio Unico Nazionale                      | Blocco Nazionale               | Alberto Giovannini              |
| Collegio Unico Nazionale                      | Blocco Nazionale               | Giuseppe Nitti                  |
| Collegio Unico Nazionale                      | Partito Repubblicano Italiano  | Giuseppe Giulietti              |
| Collegio Unico Nazionale                      | Partito Repubblicano Italiano  | Enrico Parri                    |
| Collegio Unico Nazionale                      | Movimento Sociale Italiano     | Giorgio Almirante               |
| Collegio Unico Nazionale                      | Movimento Sociale Italiano     | Arturo Michelini                |
| Torino - Novara - Vercelli                    | Democrazia Cristiana           | Giulio Pastore                  |
| Torino - Novara - Vercelli                    | Democrazia Cristiana           | Oscar Luigi Scalfaro            |
| Torino - Novara - Vercelli                    | Democrazia Cristiana           | Giuseppe Pella                  |
| Torino - Novara - Vercelli                    | Democrazia Cristiana           | Giuseppe Rapelli                |
| Torino - Novara - Vercelli                    | Democrazia Cristiana           | Natale Menotti                  |
| Torino - Novara - Vercelli                    | Democrazia Cristiana           | Silvio Geuna                    |
| Torino - Novara - Vercelli                    | Democrazia Cristiana           | Matteo Tonengo                  |
| Torino - Novara - Vercelli                    | Democrazia Cristiana           | Albino Ottavio Stella           |
| Torino - Novara - Vercelli                    | Democrazia Cristiana           | Ermenegildo Bertola             |
| Torino - Novara - Vercelli                    | Democrazia Cristiana           | Gioacchino Quarello             |
| Torino - Novara - Vercelli                    | Democrazia Cristiana           | Giovanni Bovetti                |
| Torino - Novara - Vercelli                    | Democrazia Cristiana           | Valdo Fusi                      |
| Torino - Novara - Vercelli                    | Democrazia Cristiana           | Renzo Franzo                    |
| Torino - Novara - Vercelli                    | Fronte Democratico Popolare    | Mario Montagnana                |
| Torino - Novara - Vercelli                    | Fronte Democratico Popolare    | Francesco Moranino              |
| Torino - Novara - Vercelli                    | Fronte Democratico Popolare    | Camilla Ravera                  |
| Torino - Novara - Vercelli                    | Fronte Democratico Popolare    | Silvio Ortona                   |
| Torino - Novara - Vercelli                    | Fronte Democratico Popolare    | Gisella Floreanini Della Porta  |
| Torino - Novara - Vercelli                    | Fronte Democratico Popolare    | Sergio Scarpa                   |
| Torino - Novara - Vercelli                    | Fronte Democratico Popolare    | Luigi Grassi                    |
| Torino - Novara - Vercelli                    | Fronte Democratico Popolare    | Ernesto Carpano Maglioli        |
| Torino - Novara - Vercelli                    | Fronte Democratico Popolare    | Giovanni Sampietro              |
| Torino - Novara - Vercelli                    | Fronte Democratico Popolare    | Luigi Zappelli                  |
| Torino - Novara - Vercelli                    | Unità Socialista               | Giuseppe Saragat                |
| Torino - Novara - Vercelli                    | Unità Socialista               | Umberto Calosso                 |
| Torino - Novara - Vercelli                    | Unità Socialista               | Corrado Bonfantini              |
| Cuneo - Alessandria - Asti                    | Democrazia Cristiana           | Giuseppe Brusasca               |
| Cuneo - Alessandria - Asti                    | Democrazia Cristiana           | Emanuele Ferraris               |
| Cuneo - Alessandria - Asti                    | Democrazia Cristiana           | Armando Sabatini                |
| Cuneo - Alessandria - Asti                    | Democrazia Cristiana           | Osvaldo Cagnasso                |
| Cuneo - Alessandria - Asti                    | Democrazia Cristiana           | Enzo Giacchero                  |
| Cuneo - Alessandria - Asti                    | Democrazia Cristiana           | Giuseppe Armosino               |
| Cuneo - Alessandria - Asti                    | Democrazia Cristiana           | Luigi Bima                      |
| Cuneo - Alessandria - Asti                    | Democrazia Cristiana           | Giuseppe Raimondi               |
| Cuneo - Alessandria - Asti                    | Democrazia Cristiana           | Giovanni Sodano                 |
| Cuneo - Alessandria - Asti                    | Fronte Democratico Popolare    | Walter Audisio                  |
| Cuneo - Alessandria - Asti                    | Fronte Democratico Popolare    | Stellio Lozza                   |
| Cuneo - Alessandria - Asti                    | Fronte Democratico Popolare    | Elisabetta Gallo                |
| Cuneo - Alessandria - Asti                    | Fronte Democratico Popolare    | Federico Torretta               |
| Cuneo - Alessandria - Asti                    | Unità Socialista               | Chiaffredo Belliardi            |
| Cuneo - Alessandria - Asti                    | Unità Socialista               | Domenico Chiaramello            |
| Cuneo - Alessandria - Asti                    | Partito dei Contadini d'Italia | Alessandro Scotti               |
| Genova - Imperia - La Spezia - Savona         | Democrazia Cristiana           | Paolo Emilio Taviani            |
| Genova - Imperia - La Spezia - Savona         | Democrazia Cristiana           | Filippo Guerrieri               |
| Genova - Imperia - La Spezia - Savona         | Democrazia Cristiana           | Primo Romolo Palenzona          |
| Genova - Imperia - La Spezia - Savona         | Democrazia Cristiana           | Angela Gotelli                  |
| Genova - Imperia - La Spezia - Savona         | Democrazia Cristiana           | Ambrogio Viale                  |
| Genova - Imperia - La Spezia - Savona         | Democrazia Cristiana           | Vittorio Pertusio               |
| Genova - Imperia - La Spezia - Savona         | Democrazia Cristiana           | Paolo Manuel Gismondi           |
| Genova - Imperia - La Spezia - Savona         | Democrazia Cristiana           | Carlo Russo                     |
| Genova - Imperia - La Spezia - Savona         | Democrazia Cristiana           | Roberto Lucifredi               |
| Genova - Imperia - La Spezia - Savona         | Fronte Democratico Popolare    | Agostino Novella                |
| Genova - Imperia - La Spezia - Savona         | Fronte Democratico Popolare    | Secondo Pessi                   |
| Genova - Imperia - La Spezia - Savona         | Fronte Democratico Popolare    | Angiola Minella                 |
| Genova - Imperia - La Spezia - Savona         | Fronte Democratico Popolare    | Giovanni Serbandini             |
| Genova - Imperia - La Spezia - Savona         | Fronte Democratico Popolare    | Anelito Barontini               |
| Genova - Imperia - La Spezia - Savona         | Fronte Democratico Popolare    | Alessandro Natta                |
| Genova - Imperia - La Spezia - Savona         | Fronte Democratico Popolare    | Vannuccio Faralli               |
| Genova - Imperia - La Spezia - Savona         | Fronte Democratico Popolare    | Luigi Ducci                     |
| Genova - Imperia - La Spezia - Savona         | Unità Socialista               | Giovanni Battista Pera          |
| Genova - Imperia - La Spezia - Savona         | Unità Socialista               | Mario Bettinotti                |
| Milano - Pavia                                | Democrazia Cristiana           | Achille Marazza                 |
| Milano - Pavia                                | Democrazia Cristiana           | Edgardo Castelli                |
| Milano - Pavia                                | Democrazia Cristiana           | Luigi Meda                      |
| Milano - Pavia                                | Democrazia Cristiana           | Pietro Ferreri                  |
| Milano - Pavia                                | Democrazia Cristiana           | Tarcisio Longoni                |
| Milano - Pavia                                | Democrazia Cristiana           | Luigi Balduzzi                  |
| Milano - Pavia                                | Democrazia Cristiana           | Piero Malvestiti                |
| Milano - Pavia                                | Democrazia Cristiana           | Giovanni Battista Migliori      |
| Milano - Pavia                                | Democrazia Cristiana           | Giuseppe Lazzati                |
| Milano - Pavia                                | Democrazia Cristiana           | Rinaldo Del Bo                  |
| Milano - Pavia                                | Democrazia Cristiana           | Umberto Sampietro               |
| Milano - Pavia                                | Democrazia Cristiana           | Bruno Fassina                   |
| Milano - Pavia                                | Democrazia Cristiana           | Edoardo Clerici                 |
| Milano - Pavia                                | Democrazia Cristiana           | Guido Mussini                   |
| Milano - Pavia                                | Democrazia Cristiana           | Tommaso Zerbi                   |
| Milano - Pavia                                | Democrazia Cristiana           | Enrico Mattei                   |
| Milano - Pavia                                | Democrazia Cristiana           | Giuseppe Arcaini                |
| Milano - Pavia                                | Democrazia Cristiana           | Erisia Gennai Tonietti          |
| Milano - Pavia                                | Fronte Democratico Popolare    | Luigi Longo                     |
| Milano - Pavia                                | Fronte Democratico Popolare    | Gian Carlo Pajetta              |
| Milano - Pavia                                | Fronte Democratico Popolare    | Alberto Mario Cavallotti        |
| Milano - Pavia                                | Fronte Democratico Popolare    | Lelio Basso                     |
| Milano - Pavia                                | Fronte Democratico Popolare    | Gaetano Invernizzi              |
| Milano - Pavia                                | Fronte Democratico Popolare    | Gina Martini Fanoli             |
| Milano - Pavia                                | Fronte Democratico Popolare    | Carlo Lombardi                  |
| Milano - Pavia                                | Fronte Democratico Popolare    | Francesco Scotti                |
| Milano - Pavia                                | Fronte Democratico Popolare    | Carlo Venegoni                  |
| Milano - Pavia                                | Fronte Democratico Popolare    | Giuseppina Re                   |
| Milano - Pavia                                | Fronte Democratico Popolare    | Aldo Buzzelli                   |
| Milano - Pavia                                | Fronte Democratico Popolare    | Guido Mazzali                   |
| Milano - Pavia                                | Fronte Democratico Popolare    | Riccardo Lombardi               |
| Milano - Pavia                                | Fronte Democratico Popolare    | Guido Bernardi                  |
| Milano - Pavia                                | Unità Socialista               | Ezio Vigorelli                  |
| Milano - Pavia                                | Unità Socialista               | Paolo Treves                    |
| Milano - Pavia                                | Unità Socialista               | Ugo Guido Mondolfo              |
| Milano - Pavia                                | Unità Socialista               | Cornelio Fietta                 |
| Como - Sondrio - Varese                       | Democrazia Cristiana           | Mario Martinelli                |
| Como - Sondrio - Varese                       | Democrazia Cristiana           | Celestino Ferrario              |
| Como - Sondrio - Varese                       | Democrazia Cristiana           | Mario Melloni                   |
| Como - Sondrio - Varese                       | Democrazia Cristiana           | Luigi Morelli                   |
| Como - Sondrio - Varese                       | Democrazia Cristiana           | Athos Valsecchi                 |
| Como - Sondrio - Varese                       | Democrazia Cristiana           | Antonio Lombardini              |
| Como - Sondrio - Varese                       | Democrazia Cristiana           | Carlo Repossi                   |
| Como - Sondrio - Varese                       | Democrazia Cristiana           | Enrico Tosi                     |
| Como - Sondrio - Varese                       | Democrazia Cristiana           | Giovanni Gasparoli              |
| Como - Sondrio - Varese                       | Fronte Democratico Popolare    | Giuliano Pajetta                |
| Como - Sondrio - Varese                       | Fronte Democratico Popolare    | Gabriele Invernizzi             |
| Como - Sondrio - Varese                       | Fronte Democratico Popolare    | Giovanni Grilli                 |
| Como - Sondrio - Varese                       | Fronte Democratico Popolare    | Cesare Bensi                    |
| Como - Sondrio - Varese                       | Unità Socialista               | Virginio Bertinelli             |
| Brescia - Bergamo                             | Democrazia Cristiana           | Pietro Bulloni                  |
| Brescia - Bergamo                             | Democrazia Cristiana           | Giovanni Battista Scaglia       |
| Brescia - Bergamo                             | Democrazia Cristiana           | Lodovico Montini                |
| Brescia - Bergamo                             | Democrazia Cristiana           | Enrico Roselli                  |
| Brescia - Bergamo                             | Democrazia Cristiana           | Antonio Cavalli                 |
| Brescia - Bergamo                             | Democrazia Cristiana           | Carlo Cremaschi                 |
| Brescia - Bergamo                             | Democrazia Cristiana           | Stefano Bazoli                  |
| Brescia - Bergamo                             | Democrazia Cristiana           | Aurelio Colleoni                |
| Brescia - Bergamo                             | Democrazia Cristiana           | Laura Bianchini                 |
| Brescia - Bergamo                             | Democrazia Cristiana           | Rodolfo Vicentini               |
| Brescia - Bergamo                             | Democrazia Cristiana           | Giulio Marazzina                |
| Brescia - Bergamo                             | Democrazia Cristiana           | Luigi Camillo Fumagalli         |
| Brescia - Bergamo                             | Democrazia Cristiana           | Tarcisio Pacati                 |
| Brescia - Bergamo                             | Democrazia Cristiana           | Egidio Chiarini                 |
| Brescia - Bergamo                             | Fronte Democratico Popolare    | Achille Stuani                  |
| Brescia - Bergamo                             | Fronte Democratico Popolare    | Italo Nicoletto                 |
| Brescia - Bergamo                             | Fronte Democratico Popolare    | Irene Chini Coccoli             |
| Brescia - Bergamo                             | Fronte Democratico Popolare    | Guglielmo Ghislandi             |
| Brescia - Bergamo                             | Unità Socialista               | Egidio Ariosto                  |
| Mantova - Cremona                             | Fronte Democratico Popolare    | Stella Vecchio                  |
| Mantova - Cremona                             | Fronte Democratico Popolare    | Silvano Montanari               |
| Mantova - Cremona                             | Fronte Democratico Popolare    | Giacomo Bergamonti              |
| Mantova - Cremona                             | Fronte Democratico Popolare    | Alceo Negri                     |
| Mantova - Cremona                             | Fronte Democratico Popolare    | Eugenio Dugoni                  |
| Mantova - Cremona                             | Democrazia Cristiana           | Ennio Avanzini                  |
| Mantova - Cremona                             | Democrazia Cristiana           | Giuseppe Cappi                  |
| Mantova - Cremona                             | Democrazia Cristiana           | Ottorino Momoli                 |
| Mantova - Cremona                             | Democrazia Cristiana           | Ferdinando Truzzi               |
| Mantova - Cremona                             | Democrazia Cristiana           | Lodovico Benvenuti              |
| Trento - Bolzano                              | Democrazia Cristiana           | Alcide De Gasperi               |
| Trento - Bolzano                              | Democrazia Cristiana           | Elisabetta Conci                |
| Trento - Bolzano                              | Democrazia Cristiana           | Giuseppe Veronesi               |
| Trento - Bolzano                              | Democrazia Cristiana           | Renzo Helfer                    |
| Trento - Bolzano                              | Democrazia Cristiana           | Angelo Facchin                  |
| Trento - Bolzano                              | Partito Popolare Sudtirolese   | Otto Guggenberg                 |
| Trento - Bolzano                              | Partito Popolare Sudtirolese   | Friedl Volgger                  |
| Trento - Bolzano                              | Partito Popolare Sudtirolese   | Antonio Ebner                   |
| Trento - Bolzano                              | Fronte Democratico Popolare    | Giuseppe Ferrandi               |
| Verona - Padova - Vicenza - Rovigo            | Democrazia Cristiana           | Guido Gonella                   |
| Verona - Padova - Vicenza - Rovigo            | Democrazia Cristiana           | Arturo Burato                   |
| Verona - Padova - Vicenza - Rovigo            | Democrazia Cristiana           | Mariano Rumor                   |
| Verona - Padova - Vicenza - Rovigo            | Democrazia Cristiana           | Paride Piasenti                 |
| Verona - Padova - Vicenza - Rovigo            | Democrazia Cristiana           | Ferdinando Storchi              |
| Verona - Padova - Vicenza - Rovigo            | Democrazia Cristiana           | Eugenio Spiazzi                 |
| Verona - Padova - Vicenza - Rovigo            | Democrazia Cristiana           | Gigliola Valandro               |
| Verona - Padova - Vicenza - Rovigo            | Democrazia Cristiana           | Mario Saggin                    |
| Verona - Padova - Vicenza - Rovigo            | Democrazia Cristiana           | Luigi Gui                       |
| Verona - Padova - Vicenza - Rovigo            | Democrazia Cristiana           | Giuseppe Bettiol                |
| Verona - Padova - Vicenza - Rovigo            | Democrazia Cristiana           | Mariano Poletto                 |
| Verona - Padova - Vicenza - Rovigo            | Democrazia Cristiana           | Francesco Moro                  |
| Verona - Padova - Vicenza - Rovigo            | Democrazia Cristiana           | Romano Tommasi                  |
| Verona - Padova - Vicenza - Rovigo            | Democrazia Cristiana           | Achille Marzarotto              |
| Verona - Padova - Vicenza - Rovigo            | Democrazia Cristiana           | Antonio Guariento               |
| Verona - Padova - Vicenza - Rovigo            | Democrazia Cristiana           | Egidio Tosato                   |
| Verona - Padova - Vicenza - Rovigo            | Democrazia Cristiana           | Bortolo Eugenio Fina            |
| Verona - Padova - Vicenza - Rovigo            | Democrazia Cristiana           | Fiorenzo Cimenti                |
| Verona - Padova - Vicenza - Rovigo            | Democrazia Cristiana           | Umberto Tomba                   |
| Verona - Padova - Vicenza - Rovigo            | Fronte Democratico Popolare    | Antonio Pesenti                 |
| Verona - Padova - Vicenza - Rovigo            | Fronte Democratico Popolare    | Maria Maddalena Rossi           |
| Verona - Padova - Vicenza - Rovigo            | Fronte Democratico Popolare    | Severino Cavazzini              |
| Verona - Padova - Vicenza - Rovigo            | Fronte Democratico Popolare    | Riccardo Walter                 |
| Verona - Padova - Vicenza - Rovigo            | Fronte Democratico Popolare    | Carlo Matteotti                 |
| Verona - Padova - Vicenza - Rovigo            | Fronte Democratico Popolare    | Gastone Costa                   |
| Verona - Padova - Vicenza - Rovigo            | Fronte Democratico Popolare    | Roberto Cessi                   |
| Verona - Padova - Vicenza - Rovigo            | Unità Socialista               | Antonio Cavinato                |
| Verona - Padova - Vicenza - Rovigo            | Unità Socialista               | Bruno Castellarin               |
| Venezia - Treviso                             | Democrazia Cristiana           | Domenico Sartor                 |
| Venezia - Treviso                             | Democrazia Cristiana           | Antonio Ferrarese               |
| Venezia - Treviso                             | Democrazia Cristiana           | Francesco Franceschini          |
| Venezia - Treviso                             | Democrazia Cristiana           | Giovanni Ponti                  |
| Venezia - Treviso                             | Democrazia Cristiana           | Angelo Visentin                 |
| Venezia - Treviso                             | Democrazia Cristiana           | Ruggero Lombardi                |
| Venezia - Treviso                             | Democrazia Cristiana           | Maria Pia Dal Canton            |
| Venezia - Treviso                             | Democrazia Cristiana           | Pietro Lizier                   |
| Venezia - Treviso                             | Democrazia Cristiana           | Eugenio Gatto                   |
| Venezia - Treviso                             | Democrazia Cristiana           | Gerolamo Lino Moro              |
| Venezia - Treviso                             | Fronte Democratico Popolare    | Concetto Marchesi               |
| Venezia - Treviso                             | Fronte Democratico Popolare    | Carlo Olivero                   |
| Venezia - Treviso                             | Fronte Democratico Popolare    | Pietro Dal Pozzo                |
| Venezia - Treviso                             | Fronte Democratico Popolare    | Umberto Sannicolò               |
| Venezia - Treviso                             | Unità Socialista               | Matteo Matteotti                |
| Venezia - Treviso                             | Unità Socialista               | Giovanni Giavi                  |
| Udine - Belluno - Gorizia                     | Democrazia Cristiana           | Giuseppe Riva                   |
| Udine - Belluno - Gorizia                     | Democrazia Cristiana           | Giacomo Corona                  |
| Udine - Belluno - Gorizia                     | Democrazia Cristiana           | Silvano Baresi                  |
| Udine - Belluno - Gorizia                     | Democrazia Cristiana           | Giuseppe Garlato                |
| Udine - Belluno - Gorizia                     | Democrazia Cristiana           | Guglielmo Schiratti             |
| Udine - Belluno - Gorizia                     | Democrazia Cristiana           | Lorenzo Biasutti                |
| Udine - Belluno - Gorizia                     | Democrazia Cristiana           | Leone Osvaldo Girolami          |
| Udine - Belluno - Gorizia                     | Democrazia Cristiana           | Giovanni Battista Carron        |
| Udine - Belluno - Gorizia                     | Democrazia Cristiana           | Faustino Barbina                |
| Udine - Belluno - Gorizia                     | Fronte Democratico Popolare    | Gino Beltrame                   |
| Udine - Belluno - Gorizia                     | Fronte Democratico Popolare    | Giordano Pratolongo             |
| Udine - Belluno - Gorizia                     | Fronte Democratico Popolare    | Francesco Giorgio Bettiol       |
| Udine - Belluno - Gorizia                     | Unità Socialista               | Umberto Zanfagnini              |
| Udine - Belluno - Gorizia                     | Unità Socialista               | Guido Ceccherini                |
| Bologna - Ferrara - Ravenna - Forlì           | Fronte Democratico Popolare    | Aldo Cucchi                     |
| Bologna - Ferrara - Ravenna - Forlì           | Fronte Democratico Popolare    | Antonio Roasio                  |
| Bologna - Ferrara - Ravenna - Forlì           | Fronte Democratico Popolare    | Nella Marcellino                |
| Bologna - Ferrara - Ravenna - Forlì           | Fronte Democratico Popolare    | Andrea Marabini                 |
| Bologna - Ferrara - Ravenna - Forlì           | Fronte Democratico Popolare    | Leonildo Tarozzi                |
| Bologna - Ferrara - Ravenna - Forlì           | Fronte Democratico Popolare    | Giovanni Bottonelli             |
| Bologna - Ferrara - Ravenna - Forlì           | Fronte Democratico Popolare    | Arrigo Boldrini                 |
| Bologna - Ferrara - Ravenna - Forlì           | Fronte Democratico Popolare    | Giusto Tolloy                   |
| Bologna - Ferrara - Ravenna - Forlì           | Fronte Democratico Popolare    | Giuliana Nenni                  |
| Bologna - Ferrara - Ravenna - Forlì           | Fronte Democratico Popolare    | Pietro Reali                    |
| Bologna - Ferrara - Ravenna - Forlì           | Fronte Democratico Popolare    | Giuseppe Ricci                  |
| Bologna - Ferrara - Ravenna - Forlì           | Fronte Democratico Popolare    | Verenin Grazia                  |
| Bologna - Ferrara - Ravenna - Forlì           | Fronte Democratico Popolare    | Vincenzo Cavallari              |
| Bologna - Ferrara - Ravenna - Forlì           | Democrazia Cristiana           | Raimondo Manzini                |
| Bologna - Ferrara - Ravenna - Forlì           | Democrazia Cristiana           | Angelo Salizzoni                |
| Bologna - Ferrara - Ravenna - Forlì           | Democrazia Cristiana           | Giacomo Dal Monte Casoni        |
| Bologna - Ferrara - Ravenna - Forlì           | Democrazia Cristiana           | Giovanni Bersani                |
| Bologna - Ferrara - Ravenna - Forlì           | Democrazia Cristiana           | Benigno Zaccagnini              |
| Bologna - Ferrara - Ravenna - Forlì           | Democrazia Cristiana           | Natale Gorini                   |
| Bologna - Ferrara - Ravenna - Forlì           | Democrazia Cristiana           | Giuseppe Babbi                  |
| Bologna - Ferrara - Ravenna - Forlì           | Unità Socialista               | Mario Longhena                  |
| Bologna - Ferrara - Ravenna - Forlì           | Unità Socialista               | Luigi Preti                     |
| Bologna - Ferrara - Ravenna - Forlì           | Partito Repubblicano Italiano  | Ugo La Malfa                    |
| Bologna - Ferrara - Ravenna - Forlì           | Partito Repubblicano Italiano  | Ezio Amadeo                     |
| Parma - Modena - Piacenza - Reggio Emilia     | Fronte Democratico Popolare    | Mario Roveda                    |
| Parma - Modena - Piacenza - Reggio Emilia     | Fronte Democratico Popolare    | Teresa Noce Longo               |
| Parma - Modena - Piacenza - Reggio Emilia     | Fronte Democratico Popolare    | Gina Borellini                  |
| Parma - Modena - Piacenza - Reggio Emilia     | Fronte Democratico Popolare    | Olindo Cremaschi                |
| Parma - Modena - Piacenza - Reggio Emilia     | Fronte Democratico Popolare    | Mario Ricci                     |
| Parma - Modena - Piacenza - Reggio Emilia     | Fronte Democratico Popolare    | Valdo Magnani                   |
| Parma - Modena - Piacenza - Reggio Emilia     | Fronte Democratico Popolare    | Leonilde Iotti                  |
| Parma - Modena - Piacenza - Reggio Emilia     | Fronte Democratico Popolare    | Walter Sacchetti                |
| Parma - Modena - Piacenza - Reggio Emilia     | Fronte Democratico Popolare    | Amerigo Clocchiatti             |
| Parma - Modena - Piacenza - Reggio Emilia     | Fronte Democratico Popolare    | Fernando Santi                  |
| Parma - Modena - Piacenza - Reggio Emilia     | Democrazia Cristiana           | Giuseppe Dossetti               |
| Parma - Modena - Piacenza - Reggio Emilia     | Democrazia Cristiana           | Giuseppe Berti                  |
| Parma - Modena - Piacenza - Reggio Emilia     | Democrazia Cristiana           | Francesco Marenghi              |
| Parma - Modena - Piacenza - Reggio Emilia     | Democrazia Cristiana           | Alessandro Coppi                |
| Parma - Modena - Piacenza - Reggio Emilia     | Democrazia Cristiana           | Pasquale Marconi                |
| Parma - Modena - Piacenza - Reggio Emilia     | Democrazia Cristiana           | Michele Valenti                 |
| Parma - Modena - Piacenza - Reggio Emilia     | Democrazia Cristiana           | Antonio Molinaroli              |
| Parma - Modena - Piacenza - Reggio Emilia     | Unità Socialista               | Giuseppe Arata                  |
| Parma - Modena - Piacenza - Reggio Emilia     | Unità Socialista               | Italo Cornia                    |
| Firenze - Pistoia                             | Fronte Democratico Popolare    | Giulio Cerreti                  |
| Firenze - Pistoia                             | Fronte Democratico Popolare    | Orazio Barbieri                 |
| Firenze - Pistoia                             | Fronte Democratico Popolare    | Cesare Dami                     |
| Firenze - Pistoia                             | Fronte Democratico Popolare    | Giulio Montelatici              |
| Firenze - Pistoia                             | Fronte Democratico Popolare    | Ferdinando Targetti             |
| Firenze - Pistoia                             | Fronte Democratico Popolare    | Giovanni Pieraccini             |
| Firenze - Pistoia                             | Fronte Democratico Popolare    | Dino Saccenti                   |
| Firenze - Pistoia                             | Democrazia Cristiana           | Giorgio La Pira                 |
| Firenze - Pistoia                             | Democrazia Cristiana           | Renato Cappugi                  |
| Firenze - Pistoia                             | Democrazia Cristiana           | Palmiro Foresi                  |
| Firenze - Pistoia                             | Democrazia Cristiana           | Arrigo Paganelli                |
| Firenze - Pistoia                             | Democrazia Cristiana           | Romolo Diecidue                 |
| Firenze - Pistoia                             | Democrazia Cristiana           | Ezio Donatini                   |
| Pisa - Livorno - Lucca - Massa Carrara        | Democrazia Cristiana           | Giuseppe Togni                  |
| Pisa - Livorno - Lucca - Massa Carrara        | Democrazia Cristiana           | Giovanni Gronchi                |
| Pisa - Livorno - Lucca - Massa Carrara        | Democrazia Cristiana           | Loris Biagioni                  |
| Pisa - Livorno - Lucca - Massa Carrara        | Democrazia Cristiana           | Armando Angelini                |
| Pisa - Livorno - Lucca - Massa Carrara        | Democrazia Cristiana           | Giovanni Carignani              |
| Pisa - Livorno - Lucca - Massa Carrara        | Democrazia Cristiana           | Aldo Fascetti                   |
| Pisa - Livorno - Lucca - Massa Carrara        | Democrazia Cristiana           | Andrea Negrari                  |
| Pisa - Livorno - Lucca - Massa Carrara        | Fronte Democratico Popolare    | Remo Scappini                   |
| Pisa - Livorno - Lucca - Massa Carrara        | Fronte Democratico Popolare    | Laura Diaz                      |
| Pisa - Livorno - Lucca - Massa Carrara        | Fronte Democratico Popolare    | Gino Baldassari                 |
| Pisa - Livorno - Lucca - Massa Carrara        | Fronte Democratico Popolare    | Amerigo Bottai                  |
| Pisa - Livorno - Lucca - Massa Carrara        | Fronte Democratico Popolare    | Natale Vasco Jacoponi           |
| Pisa - Livorno - Lucca - Massa Carrara        | Fronte Democratico Popolare    | Antonio Bernieri                |
| Pisa - Livorno - Lucca - Massa Carrara        | Fronte Democratico Popolare    | Leonetto Amadei                 |
| Pisa - Livorno - Lucca - Massa Carrara        | Partito Repubblicano Italiano  | Randolfo Pacciardi              |
| Siena - Arezzo - Grosseto                     | Fronte Democratico Popolare    | Torquato Baglioni               |
| Siena - Arezzo - Grosseto                     | Fronte Democratico Popolare    | Ilia Coppi                      |
| Siena - Arezzo - Grosseto                     | Fronte Democratico Popolare    | Raffaello Bellucci              |
| Siena - Arezzo - Grosseto                     | Fronte Democratico Popolare    | Priamo Bigiandi                 |
| Siena - Arezzo - Grosseto                     | Fronte Democratico Popolare    | Raffaele Merloni                |
| Siena - Arezzo - Grosseto                     | Fronte Democratico Popolare    | Bruto Puccetti                  |
| Siena - Arezzo - Grosseto                     | Democrazia Cristiana           | Amintore Fanfani                |
| Siena - Arezzo - Grosseto                     | Democrazia Cristiana           | Reginaldo Monticelli            |
| Siena - Arezzo - Grosseto                     | Democrazia Cristiana           | Brunetto Bucciarelli-Ducci      |
| Ancona - Pesaro - Macerata - Ascoli Piceno    | Democrazia Cristiana           | Giorgio Tupini                  |
| Ancona - Pesaro - Macerata - Ascoli Piceno    | Democrazia Cristiana           | Fernando Tambroni Armaroli      |
| Ancona - Pesaro - Macerata - Ascoli Piceno    | Democrazia Cristiana           | Maria Pucci                     |
| Ancona - Pesaro - Macerata - Ascoli Piceno    | Democrazia Cristiana           | Renato Tozzi Condivi            |
| Ancona - Pesaro - Macerata - Ascoli Piceno    | Democrazia Cristiana           | Umberto Delle Fave              |
| Ancona - Pesaro - Macerata - Ascoli Piceno    | Democrazia Cristiana           | Alessandro Arcangeli            |
| Ancona - Pesaro - Macerata - Ascoli Piceno    | Democrazia Cristiana           | Danilo De' Cocci                |
| Ancona - Pesaro - Macerata - Ascoli Piceno    | Democrazia Cristiana           | Francesco Concetti              |
| Ancona - Pesaro - Macerata - Ascoli Piceno    | Democrazia Cristiana           | Giulio Coli                     |
| Ancona - Pesaro - Macerata - Ascoli Piceno    | Fronte Democratico Popolare    | Umberto Massola                 |
| Ancona - Pesaro - Macerata - Ascoli Piceno    | Fronte Democratico Popolare    | Enzo Capalozza                  |
| Ancona - Pesaro - Macerata - Ascoli Piceno    | Fronte Democratico Popolare    | Aristodemo Maniera              |
| Ancona - Pesaro - Macerata - Ascoli Piceno    | Fronte Democratico Popolare    | Virginio Borioni                |
| Ancona - Pesaro - Macerata - Ascoli Piceno    | Fronte Democratico Popolare    | Ada Natali                      |
| Ancona - Pesaro - Macerata - Ascoli Piceno    | Fronte Democratico Popolare    | Achille Corona                  |
| Ancona - Pesaro - Macerata - Ascoli Piceno    | Partito Repubblicano Italiano  | Giuseppe Chiostergi             |
| Ancona - Pesaro - Macerata - Ascoli Piceno    | Unità Socialista               | Luigi Bennani                   |
| Perugia - Terni - Rieti                       | Fronte Democratico Popolare    | Aldovino Fora                   |
| Perugia - Terni - Rieti                       | Fronte Democratico Popolare    | Carlo Farini                    |
| Perugia - Terni - Rieti                       | Fronte Democratico Popolare    | Alfredo Cotani                  |
| Perugia - Terni - Rieti                       | Fronte Democratico Popolare    | Lionello Matteucci              |
| Perugia - Terni - Rieti                       | Fronte Democratico Popolare    | Mario Angelucci                 |
| Perugia - Terni - Rieti                       | Fronte Democratico Popolare    | Elettra Pollastrini             |
| Perugia - Terni - Rieti                       | Democrazia Cristiana           | Maria Federici                  |
| Perugia - Terni - Rieti                       | Democrazia Cristiana           | Giuseppe Ermini                 |
| Perugia - Terni - Rieti                       | Democrazia Cristiana           | Filippo Micheli                 |
| Perugia - Terni - Rieti                       | Democrazia Cristiana           | Ivo Coccia                      |
| Perugia - Terni - Rieti                       | Democrazia Cristiana           | Marzio Bernardinetti            |
| Roma - Viterbo - Latina - Frosinone           | Democrazia Cristiana           | Giulio Andreotti                |
| Roma - Viterbo - Latina - Frosinone           | Democrazia Cristiana           | Paolo Bonomi                    |
| Roma - Viterbo - Latina - Frosinone           | Democrazia Cristiana           | Cesare Augusto Fanelli          |
| Roma - Viterbo - Latina - Frosinone           | Democrazia Cristiana           | Pietro Campilli                 |
| Roma - Viterbo - Latina - Frosinone           | Democrazia Cristiana           | Nicola Angelucci                |
| Roma - Viterbo - Latina - Frosinone           | Democrazia Cristiana           | Camillo Corsanego               |
| Roma - Viterbo - Latina - Frosinone           | Democrazia Cristiana           | Pietro Germani                  |
| Roma - Viterbo - Latina - Frosinone           | Democrazia Cristiana           | Igino Giordani                  |
| Roma - Viterbo - Latina - Frosinone           | Democrazia Cristiana           | Francesco Maria Dominedò        |
| Roma - Viterbo - Latina - Frosinone           | Democrazia Cristiana           | Angela Maria Guidi Cingolani    |
| Roma - Viterbo - Latina - Frosinone           | Democrazia Cristiana           | Camillo Orlando                 |
| Roma - Viterbo - Latina - Frosinone           | Democrazia Cristiana           | Giacomo De Palma                |
| Roma - Viterbo - Latina - Frosinone           | Democrazia Cristiana           | Pia Lombardi                    |
| Roma - Viterbo - Latina - Frosinone           | Democrazia Cristiana           | Florestano Di Fausto            |
| Roma - Viterbo - Latina - Frosinone           | Democrazia Cristiana           | Alberto De Martino              |
| Roma - Viterbo - Latina - Frosinone           | Democrazia Cristiana           | Ortensio Pierantozzi            |
| Roma - Viterbo - Latina - Frosinone           | Democrazia Cristiana           | Stefano Reggio D'Aci            |
| Roma - Viterbo - Latina - Frosinone           | Democrazia Cristiana           | Vincenzo Cecconi                |
| Roma - Viterbo - Latina - Frosinone           | Democrazia Cristiana           | Mario Lauro Pietrosanti         |
| Roma - Viterbo - Latina - Frosinone           | Democrazia Cristiana           | Giorgio Mastino Del Rio         |
| Roma - Viterbo - Latina - Frosinone           | Fronte Democratico Popolare    | Palmiro Togliatti               |
| Roma - Viterbo - Latina - Frosinone           | Fronte Democratico Popolare    | Pietro Nenni                    |
| Roma - Viterbo - Latina - Frosinone           | Fronte Democratico Popolare    | Oreste Lizzadri                 |
| Roma - Viterbo - Latina - Frosinone           | Fronte Democratico Popolare    | Aldo Natoli                     |
| Roma - Viterbo - Latina - Frosinone           | Fronte Democratico Popolare    | Domenico Emanuelli              |
| Roma - Viterbo - Latina - Frosinone           | Fronte Democratico Popolare    | Tomaso Smith                    |
| Roma - Viterbo - Latina - Frosinone           | Fronte Democratico Popolare    | Giulio Turchi                   |
| Roma - Viterbo - Latina - Frosinone           | Fronte Democratico Popolare    | Maria Lisa Cinciari Rodano      |
| Roma - Viterbo - Latina - Frosinone           | Fronte Democratico Popolare    | Arnaldo Azzi                    |
| Roma - Viterbo - Latina - Frosinone           | Fronte Democratico Popolare    | Domenico Marzi                  |
| Roma - Viterbo - Latina - Frosinone           | Partito Repubblicano Italiano  | Giulio Belloni                  |
| Roma - Viterbo - Latina - Frosinone           | Partito Repubblicano Italiano  | Ludovico Camangi                |
| Roma - Viterbo - Latina - Frosinone           | Movimento Sociale Italiano     | Roberto Mieville                |
| Roma - Viterbo - Latina - Frosinone           | Unità Socialista               | Mario Zagari                    |
| Roma - Viterbo - Latina - Frosinone           | Blocco Nazionale               | Guglielmo Giannini              |
| L'Aquila - Pescara - Chieti - Teramo          | Democrazia Cristiana           | Giuseppe Spataro                |
| L'Aquila - Pescara - Chieti - Teramo          | Democrazia Cristiana           | Ercole Rocchetti                |
| L'Aquila - Pescara - Chieti - Teramo          | Democrazia Cristiana           | Mario Cotellessa                |
| L'Aquila - Pescara - Chieti - Teramo          | Democrazia Cristiana           | Filomena Delli Castelli         |
| L'Aquila - Pescara - Chieti - Teramo          | Democrazia Cristiana           | Vincenzo Rivera                 |
| L'Aquila - Pescara - Chieti - Teramo          | Democrazia Cristiana           | Giuseppe Castelli Avolio        |
| L'Aquila - Pescara - Chieti - Teramo          | Democrazia Cristiana           | Arnaldo Fabriani                |
| L'Aquila - Pescara - Chieti - Teramo          | Democrazia Cristiana           | Ettore Viola                    |
| L'Aquila - Pescara - Chieti - Teramo          | Democrazia Cristiana           | Giuseppe Giammarco              |
| L'Aquila - Pescara - Chieti - Teramo          | Democrazia Cristiana           | Alfredo Proia                   |
| L'Aquila - Pescara - Chieti - Teramo          | Fronte Democratico Popolare    | Bruno Corbi                     |
| L'Aquila - Pescara - Chieti - Teramo          | Fronte Democratico Popolare    | Giulio Spallone                 |
| L'Aquila - Pescara - Chieti - Teramo          | Fronte Democratico Popolare    | Antigono Donati                 |
| L'Aquila - Pescara - Chieti - Teramo          | Fronte Democratico Popolare    | Ferdinando Amicone              |
| L'Aquila - Pescara - Chieti - Teramo          | Fronte Democratico Popolare    | Nicola Perrotti                 |
| L'Aquila - Pescara - Chieti - Teramo          | Unità Socialista               | Ubaldo Lopardi                  |
| Campobasso                                    | Democrazia Cristiana           | Giacomo Sedati                  |
| Campobasso                                    | Democrazia Cristiana           | Michele Camposarcuno            |
| Campobasso                                    | Democrazia Cristiana           | Remo Sammartino                 |
| Campobasso                                    | Blocco Nazionale               | Francesco Colitto               |
| Napoli - Caserta                              | Democrazia Cristiana           | Ugo Rodinò                      |
| Napoli - Caserta                              | Democrazia Cristiana           | Angelo Raffaele Jervolino       |
| Napoli - Caserta                              | Democrazia Cristiana           | Stefano Riccio                  |
| Napoli - Caserta                              | Democrazia Cristiana           | Giovanni Leone                  |
| Napoli - Caserta                              | Democrazia Cristiana           | Luigi Chatrian                  |
| Napoli - Caserta                              | Democrazia Cristiana           | Giuseppe Notarianni             |
| Napoli - Caserta                              | Democrazia Cristiana           | Domenico Colasanto              |
| Napoli - Caserta                              | Democrazia Cristiana           | Tommaso Leonetti                |
| Napoli - Caserta                              | Democrazia Cristiana           | Crescenzo Mazza                 |
| Napoli - Caserta                              | Democrazia Cristiana           | Egidio Ferrara                  |
| Napoli - Caserta                              | Democrazia Cristiana           | Vittoria Titomanlio             |
| Napoli - Caserta                              | Democrazia Cristiana           | Ferdinando D'Ambrosio           |
| Napoli - Caserta                              | Democrazia Cristiana           | Raffaele Numeroso               |
| Napoli - Caserta                              | Democrazia Cristiana           | Nello Caserta                   |
| Napoli - Caserta                              | Democrazia Cristiana           | Giuseppe Firrao                 |
| Napoli - Caserta                              | Democrazia Cristiana           | Luigi De Michele                |
| Napoli - Caserta                              | Democrazia Cristiana           | Pasquale Improta                |
| Napoli - Caserta                              | Fronte Democratico Popolare    | Giorgio Amendola                |
| Napoli - Caserta                              | Fronte Democratico Popolare    | Mario Alicata                   |
| Napoli - Caserta                              | Fronte Democratico Popolare    | Clemente Maglietta              |
| Napoli - Caserta                              | Fronte Democratico Popolare    | Vincenzo La Rocca               |
| Napoli - Caserta                              | Fronte Democratico Popolare    | Luciana Viviani                 |
| Napoli - Caserta                              | Fronte Democratico Popolare    | Luigi Renato Sansone            |
| Napoli - Caserta                              | Fronte Democratico Popolare    | Francesco De Martino            |
| Napoli - Caserta                              | Partito Nazionale Monarchico   | Ezio Coppa                      |
| Napoli - Caserta                              | Partito Nazionale Monarchico   | Paolo Greco                     |
| Napoli - Caserta                              | Partito Nazionale Monarchico   | Alberto Consiglio               |
| Napoli - Caserta                              | Partito Nazionale Monarchico   | Gaetano Fiorentino              |
| Napoli - Caserta                              | Blocco Nazionale               | Epicarmo Corbino                |
| Napoli - Caserta                              | Movimento Sociale Italiano     | Giovanni Roberti                |
| Napoli - Caserta                              | Unità Socialista               | Nicola Salerno                  |
| Benevento - Avellino - Salerno                | Democrazia Cristiana           | Carmine De Martino              |
| Benevento - Avellino - Salerno                | Democrazia Cristiana           | Salvatore Scoca                 |
| Benevento - Avellino - Salerno                | Democrazia Cristiana           | Fiorentino Sullo                |
| Benevento - Avellino - Salerno                | Democrazia Cristiana           | Alfonso Tesauro                 |
| Benevento - Avellino - Salerno                | Democrazia Cristiana           | Giovanni Perlingieri            |
| Benevento - Avellino - Salerno                | Democrazia Cristiana           | Matteo Rescigno                 |
| Benevento - Avellino - Salerno                | Democrazia Cristiana           | Alfredo Amatucci                |
| Benevento - Avellino - Salerno                | Democrazia Cristiana           | Giovanni Parente                |
| Benevento - Avellino - Salerno                | Democrazia Cristiana           | Raffaele Lettieri               |
| Benevento - Avellino - Salerno                | Democrazia Cristiana           | Vittorio Bosco Lucarelli        |
| Benevento - Avellino - Salerno                | Democrazia Cristiana           | Mario Vetrone                   |
| Benevento - Avellino - Salerno                | Fronte Democratico Popolare    | Pietro Amendola                 |
| Benevento - Avellino - Salerno                | Fronte Democratico Popolare    | Luigi Cacciatore                |
| Benevento - Avellino - Salerno                | Fronte Democratico Popolare    | Pietro Grifone                  |
| Benevento - Avellino - Salerno                | Blocco Nazionale               | Raffaele De Caro                |
| Benevento - Avellino - Salerno                | Blocco Nazionale               | Antonio Cifaldi                 |
| Benevento - Avellino - Salerno                | Partito Nazionale Monarchico   | Emilio D'Amore                  |
| Benevento - Avellino - Salerno                | Partito Nazionale Monarchico   | Mario Ricciardi                 |
| Bari - Foggia                                 | Democrazia Cristiana           | Raffaele Pio Petrilli           |
| Bari - Foggia                                 | Democrazia Cristiana           | Aldo Moro                       |
| Bari - Foggia                                 | Democrazia Cristiana           | Edmondo Caccuri                 |
| Bari - Foggia                                 | Democrazia Cristiana           | Raffaele Resta                  |
| Bari - Foggia                                 | Democrazia Cristiana           | Michele Troisi                  |
| Bari - Foggia                                 | Democrazia Cristiana           | Antonio Carcaterra              |
| Bari - Foggia                                 | Democrazia Cristiana           | Gerardo De Caro                 |
| Bari - Foggia                                 | Democrazia Cristiana           | Gustavo De Meo                  |
| Bari - Foggia                                 | Democrazia Cristiana           | Vincenzo Bavaro                 |
| Bari - Foggia                                 | Democrazia Cristiana           | Grazia Giuntoli                 |
| Bari - Foggia                                 | Democrazia Cristiana           | Michele Vocino                  |
| Bari - Foggia                                 | Democrazia Cristiana           | Vito Monterisi                  |
| Bari - Foggia                                 | Fronte Democratico Popolare    | Giuseppe Di Vittorio            |
| Bari - Foggia                                 | Fronte Democratico Popolare    | Domenico Ciufoli                |
| Bari - Foggia                                 | Fronte Democratico Popolare    | Filippo Pelosi                  |
| Bari - Foggia                                 | Fronte Democratico Popolare    | Giuseppe Imperiale              |
| Bari - Foggia                                 | Fronte Democratico Popolare    | Antonio Di Donato               |
| Bari - Foggia                                 | Fronte Democratico Popolare    | Mario Assennato                 |
| Bari - Foggia                                 | Fronte Democratico Popolare    | Francesco Capacchione           |
| Bari - Foggia                                 | Blocco Nazionale               | Giuseppe Perrone Capano         |
| Bari - Foggia                                 | Blocco Nazionale               | Martino Trulli                  |
| Bari - Foggia                                 | Partito Nazionale Monarchico   | Filippo Barattolo               |
| Lecce - Brindisi - Taranto                    | Democrazia Cristiana           | Italo Giulio Caiati             |
| Lecce - Brindisi - Taranto                    | Democrazia Cristiana           | Beniamino De Maria              |
| Lecce - Brindisi - Taranto                    | Democrazia Cristiana           | Antonio Gabrieli                |
| Lecce - Brindisi - Taranto                    | Democrazia Cristiana           | Giuseppe Codacci Pisanelli      |
| Lecce - Brindisi - Taranto                    | Democrazia Cristiana           | Gabriele Semeraro               |
| Lecce - Brindisi - Taranto                    | Democrazia Cristiana           | Gaspare Pignatelli              |
| Lecce - Brindisi - Taranto                    | Democrazia Cristiana           | Pietro Lecciso                  |
| Lecce - Brindisi - Taranto                    | Democrazia Cristiana           | Alberico Motolese               |
| Lecce - Brindisi - Taranto                    | Democrazia Cristiana           | Domenico Latanza                |
| Lecce - Brindisi - Taranto                    | Fronte Democratico Popolare    | Giuseppe Galasso                |
| Lecce - Brindisi - Taranto                    | Fronte Democratico Popolare    | Giuseppe Latorre                |
| Lecce - Brindisi - Taranto                    | Fronte Democratico Popolare    | Santo Semeraro                  |
| Lecce - Brindisi - Taranto                    | Fronte Democratico Popolare    | Mario Guadalupi                 |
| Lecce - Brindisi - Taranto                    | Blocco Nazionale               | Giuseppe Grassi                 |
| Lecce - Brindisi - Taranto                    | Blocco Nazionale               | Agilulfo Caramia                |
| Lecce - Brindisi - Taranto                    | Partito Nazionale Monarchico   | Vincenzo Cicerone               |
| Potenza - Matera                              | Democrazia Cristiana           | Emilio Colombo                  |
| Potenza - Matera                              | Democrazia Cristiana           | Michele Marotta                 |
| Potenza - Matera                              | Democrazia Cristiana           | Gaetano Ambrico                 |
| Potenza - Matera                              | Democrazia Cristiana           | Salvatore Pagliuca              |
| Potenza - Matera                              | Fronte Democratico Popolare    | Michele Bianco                  |
| Potenza - Matera                              | Fronte Democratico Popolare    | Luigi De Filpo                  |
| Catanzaro - Cosenza - Reggio Calabria         | Democrazia Cristiana           | Gennaro Cassiani                |
| Catanzaro - Cosenza - Reggio Calabria         | Democrazia Cristiana           | Salvatore Foderaro              |
| Catanzaro - Cosenza - Reggio Calabria         | Democrazia Cristiana           | Benedetto Carratelli            |
| Catanzaro - Cosenza - Reggio Calabria         | Democrazia Cristiana           | Vito Giuseppe Galati            |
| Catanzaro - Cosenza - Reggio Calabria         | Democrazia Cristiana           | Domenico Larussa                |
| Catanzaro - Cosenza - Reggio Calabria         | Democrazia Cristiana           | Filippo Murdaca                 |
| Catanzaro - Cosenza - Reggio Calabria         | Democrazia Cristiana           | Raffaele Terranova              |
| Catanzaro - Cosenza - Reggio Calabria         | Democrazia Cristiana           | Vincenzo Turco                  |
| Catanzaro - Cosenza - Reggio Calabria         | Democrazia Cristiana           | Mario Ceravolo                  |
| Catanzaro - Cosenza - Reggio Calabria         | Democrazia Cristiana           | Domenico Spoleti                |
| Catanzaro - Cosenza - Reggio Calabria         | Democrazia Cristiana           | Vittorio Pugliese               |
| Catanzaro - Cosenza - Reggio Calabria         | Democrazia Cristiana           | Adolfo Quintieri                |
| Catanzaro - Cosenza - Reggio Calabria         | Democrazia Cristiana           | Giovanni Italo Greco            |
| Catanzaro - Cosenza - Reggio Calabria         | Fronte Democratico Popolare    | Fausto Gullo                    |
| Catanzaro - Cosenza - Reggio Calabria         | Fronte Democratico Popolare    | Gennaro Miceli                  |
| Catanzaro - Cosenza - Reggio Calabria         | Fronte Democratico Popolare    | Paolo Suraci                    |
| Catanzaro - Cosenza - Reggio Calabria         | Fronte Democratico Popolare    | Luigi Silipo                    |
| Catanzaro - Cosenza - Reggio Calabria         | Fronte Democratico Popolare    | Giacomo Mancini                 |
| Catanzaro - Cosenza - Reggio Calabria         | Fronte Democratico Popolare    | Silvio Messinetti               |
| Catanzaro - Cosenza - Reggio Calabria         | Fronte Democratico Popolare    | Francesco Geraci                |
| Catanzaro - Cosenza - Reggio Calabria         | Fronte Democratico Popolare    | Giovanni Bruno                  |
| Catanzaro - Cosenza - Reggio Calabria         | Blocco Nazionale               | Antonio Capua                   |
| Catanzaro - Cosenza - Reggio Calabria         | Blocco Nazionale               | Aldo Casalinuovo                |
| Catanzaro - Cosenza - Reggio Calabria         | Movimento Sociale Italiano     | Luigi Filosa                    |
| Catania - Messina - Siracusa - Ragusa - Enna  | Democrazia Cristiana           | Mario Scelba                    |
| Catania - Messina - Siracusa - Ragusa - Enna  | Democrazia Cristiana           | Corrado Terranova               |
| Catania - Messina - Siracusa - Ragusa - Enna  | Democrazia Cristiana           | Maria Nicotra                   |
| Catania - Messina - Siracusa - Ragusa - Enna  | Democrazia Cristiana           | Michelangelo Trimarchi          |
| Catania - Messina - Siracusa - Ragusa - Enna  | Democrazia Cristiana           | Filadelfio Caroniti             |
| Catania - Messina - Siracusa - Ragusa - Enna  | Democrazia Cristiana           | Attilio Salvatore               |
| Catania - Messina - Siracusa - Ragusa - Enna  | Democrazia Cristiana           | Gaetano Vigo                    |
| Catania - Messina - Siracusa - Ragusa - Enna  | Democrazia Cristiana           | Francesco Turnaturi             |
| Catania - Messina - Siracusa - Ragusa - Enna  | Democrazia Cristiana           | Giuseppe Caronia                |
| Catania - Messina - Siracusa - Ragusa - Enna  | Democrazia Cristiana           | Giacinto Artale                 |
| Catania - Messina - Siracusa - Ragusa - Enna  | Democrazia Cristiana           | Giuseppe Tudisco                |
| Catania - Messina - Siracusa - Ragusa - Enna  | Democrazia Cristiana           | Emanuele Guerrieri              |
| Catania - Messina - Siracusa - Ragusa - Enna  | Democrazia Cristiana           | Carlo Stagno D'Alcontres        |
| Catania - Messina - Siracusa - Ragusa - Enna  | Democrazia Cristiana           | Filippo Lo Giudice              |
| Catania - Messina - Siracusa - Ragusa - Enna  | Democrazia Cristiana           | Fortunato Calcagno              |
| Catania - Messina - Siracusa - Ragusa - Enna  | Fronte Democratico Popolare    | Antonino Pino                   |
| Catania - Messina - Siracusa - Ragusa - Enna  | Fronte Democratico Popolare    | Virgilio Failla                 |
| Catania - Messina - Siracusa - Ragusa - Enna  | Fronte Democratico Popolare    | Giuseppe Lupis                  |
| Catania - Messina - Siracusa - Ragusa - Enna  | Fronte Democratico Popolare    | Giacomo Calandrone              |
| Catania - Messina - Siracusa - Ragusa - Enna  | Fronte Democratico Popolare    | Angelo D'Agostino               |
| Catania - Messina - Siracusa - Ragusa - Enna  | Partito Nazionale Monarchico   | Francesco Saija                 |
| Catania - Messina - Siracusa - Ragusa - Enna  | Partito Nazionale Monarchico   | Giuseppe Basile                 |
| Catania - Messina - Siracusa - Ragusa - Enna  | Blocco Nazionale               | Gaetano Martino                 |
| Catania - Messina - Siracusa - Ragusa - Enna  | Blocco Nazionale               | Uberto Bonino                   |
| Catania - Messina - Siracusa - Ragusa - Enna  | Unità Socialista               | Bianca Bianchi                  |
| Catania - Messina - Siracusa - Ragusa - Enna  | Unità Socialista               | Luigi Castiglione               |
| Palermo - Trapani - Agrigento - Caltanissetta | Democrazia Cristiana           | Enrico Medi                     |
| Palermo - Trapani - Agrigento - Caltanissetta | Democrazia Cristiana           | Bernardo Mattarella             |
| Palermo - Trapani - Agrigento - Caltanissetta | Democrazia Cristiana           | Gaspare Ambrosini               |
| Palermo - Trapani - Agrigento - Caltanissetta | Democrazia Cristiana           | Calogero Volpe                  |
| Palermo - Trapani - Agrigento - Caltanissetta | Democrazia Cristiana           | Gaetano Di Leo                  |
| Palermo - Trapani - Agrigento - Caltanissetta | Democrazia Cristiana           | Antonio Pecoraro                |
| Palermo - Trapani - Agrigento - Caltanissetta | Democrazia Cristiana           | Pasquale Cortese                |
| Palermo - Trapani - Agrigento - Caltanissetta | Democrazia Cristiana           | Raimondo Borsellino             |
| Palermo - Trapani - Agrigento - Caltanissetta | Democrazia Cristiana           | Giuseppe Bagnera                |
| Palermo - Trapani - Agrigento - Caltanissetta | Democrazia Cristiana           | Francesco Pignatone             |
| Palermo - Trapani - Agrigento - Caltanissetta | Democrazia Cristiana           | Giovanni Petrucci               |
| Palermo - Trapani - Agrigento - Caltanissetta | Democrazia Cristiana           | Margherita Bontade              |
| Palermo - Trapani - Agrigento - Caltanissetta | Democrazia Cristiana           | Giovanni Battista Adonnino      |
| Palermo - Trapani - Agrigento - Caltanissetta | Fronte Democratico Popolare    | Giuseppe Berti                  |
| Palermo - Trapani - Agrigento - Caltanissetta | Fronte Democratico Popolare    | Salvatore La Marca              |
| Palermo - Trapani - Agrigento - Caltanissetta | Fronte Democratico Popolare    | Michele D'Amico                 |
| Palermo - Trapani - Agrigento - Caltanissetta | Fronte Democratico Popolare    | Luigi Di Mauro                  |
| Palermo - Trapani - Agrigento - Caltanissetta | Fronte Democratico Popolare    | Michele Sala                    |
| Palermo - Trapani - Agrigento - Caltanissetta | Fronte Democratico Popolare    | Pietro Grammatico               |
| Palermo - Trapani - Agrigento - Caltanissetta | Partito Nazionale Monarchico   | Tommaso Leone Marchesano        |
| Palermo - Trapani - Agrigento - Caltanissetta | Partito Nazionale Monarchico   | Antonino Cuttitta               |
| Palermo - Trapani - Agrigento - Caltanissetta | Blocco Nazionale               | Girolamo Bellavista             |
| Palermo - Trapani - Agrigento - Caltanissetta | Blocco Nazionale               | Giovanni Palazzolo              |
| Palermo - Trapani - Agrigento - Caltanissetta | Partito Repubblicano Italiano  | Francesco De Vita               |
| Palermo - Trapani - Agrigento - Caltanissetta | Movimento Sociale Italiano     | Guido Russo Perez               |
| Cagliari - Sassari - Nuoro                    | Democrazia Cristiana           | Antonio Segni                   |
| Cagliari - Sassari - Nuoro                    | Democrazia Cristiana           | Francesco Chieffi               |
| Cagliari - Sassari - Nuoro                    | Democrazia Cristiana           | Salvatore Cara                  |
| Cagliari - Sassari - Nuoro                    | Democrazia Cristiana           | Pietro Fadda                    |
| Cagliari - Sassari - Nuoro                    | Democrazia Cristiana           | Gesumino Mastino                |
| Cagliari - Sassari - Nuoro                    | Democrazia Cristiana           | Salvatore Mannironi             |
| Cagliari - Sassari - Nuoro                    | Democrazia Cristiana           | Giovanni Scano                  |
| Cagliari - Sassari - Nuoro                    | Democrazia Cristiana           | Antonio Maxia                   |
| Cagliari - Sassari - Nuoro                    | Democrazia Cristiana           | Francesco Murgia                |
| Cagliari - Sassari - Nuoro                    | Fronte Democratico Popolare    | Renzo Laconi                    |
| Cagliari - Sassari - Nuoro                    | Fronte Democratico Popolare    | Nadia Gallico Spano             |
| Cagliari - Sassari - Nuoro                    | Fronte Democratico Popolare    | Luigi Polano                    |
| Cagliari - Sassari - Nuoro                    | Partito Sardo d'Azione         | Giovanni Battista Melis         |
| Cagliari - Sassari - Nuoro                    | Blocco Nazionale               | Francesco Cocco Ortu            |
| Valle d'Aosta                                 | Democrazia Cristiana           | Paolo Alfonso Farinet           |